# Jeremy Crutchley
Jeremy Crutchley (geb. vor 1982) ist ein südafrikanischer Schauspieler und Musiker.

## Karriere
Crutchleys Karriere begann in der Action-Komödie Eine irre Safari. Dabei spielte er neben David Carradine und Christopher Lee vor der Kamera. Im Jahr 1989 spielte er in der Romanverfilmung von Jules Vernes Die Reise zum Mittelpunkt der Erde die Rolle des Billy Foul. In den 1990er Jahren erhielt er eine Rolle in A Good Man in Africa, Pride of Africa und spielte in zwei Folgen der Fernsehserie Rhodes mit. Nach der Jahrtausendwende erhielt Crutchley mehrere Rollen. So stand er in den Fernsehfilmen Red Water, Der Poseidon-Anschlag, Supernova – Wenn die Sonne explodiert, Eine Liebe in Saigon, Die letzten Tage von Krakatau und Lost City Raiders vor der Kamera. Neben den Engagements bei Fernsehfilmen stand er auch für Kinoproduktionen vor der Kamera. So spielte er in Lord of War – Händler des Todes neben Nicolas Cage und Jared Leto, in Doomsday – Tag der Rache neben Rhona Mitra und in The Deal – Eine Hand wäscht die andere neben William H. Macy, Meg Ryan und LL Cool J mit. Im Jahr 2012 spielte Crutchley die Rolle des Psycho in der Direct-to-DVD-Produktion Death Race: Inferno von Roel Reiné. Darin spielte er wie Robin Shou, Frederick Koehler und Sean Cameron Michael einen Gegenspieler von Luke Goss Charakter. Zuletzt spielte er in der Fortsetzung der südafrikanischen Filmkomödie Spud neben John Cleese und Tanit Phoenix mit.

## Filmografie (Auswahl)
- 1982: Eine irre Safari (Safari 3000)
- 1989: Die Reise zum Mittelpunkt der Erde (Journey to the Center of the Earth)
- 1994: A Good Man in Africa
- 1996: Rhodes (Fernsehserie, zwei Folgen)
- 1997: Pride of Africa (Fernsehfilm)
- 2003: Red Water (Fernsehfilm)
- 2005: Bermuda Dreieck – Tor zu einer anderen Zeit (The Triangle, Fernsehserie, drei Folgen)
- 2005: Der Poseidon-Anschlag (The Poseidon Adventure, Fernsehfilm)
- 2005: Lord of War – Händler des Todes (Lord of War)
- 2005: Supernova – Wenn die Sonne explodiert (Supernova, Fernsehfilm)
- 2005: Eine Liebe in Saigon (Fernsehfilm)
- 2005: Ein Yuppie steht im Wald (Out on a Limb)
- 2006: Die letzten Tage von Krakatau (Krakatoa: The Last Days, Fernsehfilm)
- 2006: Ask the Dust
- 2007: Die Flut – Wenn das Meer die Städte verschlingt (Flood)
- 2008: Lost City Raiders (Fernsehfilm)
- 2008: Skin – Schrei nach Gerechtigkeit (Skin)
- 2008: Scorpion King 2: Aufstieg eines Kriegers (The Scorpion King: Rise of a Warrior)
- 2008: Doomsday – Tag der Rache (Doomsday)
- 2008: The Deal – Eine Hand wäscht die andere (The Deal)
- 2010: Spud
- 2012: Death Race: Inferno (Death Race 3: Inferno)
- 2013: Spud 2 (Spud 2: The Madness Continues)
- 2013: Agatha Christie’s Marple (Fernsehserie, 1 Folge)
- 2015–2017: Salem (Fernsehserie)
- 2021: Blue Bloods – Crime Scene New York (Blue Bloods, Fernsehserie, 2 Folgen)
- 2021: MacGyver (Fernsehserie, 1 Folge)